# Space Escape
Space Escape mit dem Untertitel S.O.S. – Schlangenalarm (englischer Originaltitel: Mole Rats in Space) ist ein kooperatives Brettspiel des kanadischen Spieleautors Matt Leacock für zwei bis vier Personen. Das Spiel baut auf dem klassischen Brettspiel Schlangen und Leitern auf und erschien 2017 bei dem Verlag Peaceable Kingdom, 2018 wurde es in einer deutschen Version bei Game Factory veröffentlicht. Bei dem Spiel übernehmen die Spieler ein Team von Nacktmullen, die auf einer Raumstation ihre Rettungskapsel erreichen müssen, nachdem Schlangen eingedrungen sind.

## Thema und Ausstattung
Bei dem Spiel handelt sich um ein kooperatives Spiel, bei dem die Spieler ein Team von Nacktmullen auf einer Raumstation zu ihrer Rettungskapsel bringen müssen, nachdem Schlangen eingedrungen sind. Wie bei anderen vollständig kooperativen Spielen können die Mitspieler nur gemeinsam gewinnen oder verlieren.
Das Spielmaterial besteht neben der Spieleanleitung aus:
- einem Spielplan, auf dem die Raumstation mit ihren fünf Ebenen abgebildet ist, die jeweils über Leitern und Rohre verbunden sind,
- vier Nacktmullfiguren in vier Farben,
- vier Erste-Hilfe-Koffer mit jeweils einer Portion Antiserum in den vier Spielerfarben,
- 12 Schlangentoken in vier Farben,
- 12 Ausrüstungstoken,
- ein Kartenset mit 46 Karten für die Bewegungen der Nacktmulle und der Schlangen,
- ein Umschlag mit Challenge-Karten.

## Spielweise
Zur Spielvorbereitung wird das Spielfeld in die Spielmitte gelegt und jeder Spieler wählt eine Spielerfarbe. Er bekommt die passende Figur und den Erste-Hilfe-Koffer. Die Figuren werden auf das jeweils entsprechende Startfeld platziert. Auf die vier farbigen Schlangenfelder werden jeweils die entsprechenden Schlangentoken abgelegt und die Ausrüstungstoken kommen auf die dafür vorgesehenen Felder. Die Karten werden gemischt und jeder Spieler bekommt eine Karte, die restlichen Karten bilden den Nachziehstapel.
Beginnend mit einem Startspieler spielen die Mitspieler reihum im Uhrzeigersinn. Jeder Spieler spielt, wenn er an der Reihe ist, seine Karte aus und führt die darauf abgebildete Nacktmull- und Schlangenaktion durch. Der Zug beginnt mit dem Nacktmull, der entsprechend der angegebenen Anzahl von Schritten gezogen wird und dabei alle Leitern und Röhren auf dem Weg ignoriert. Trifft der Nacktmull auf eine Schlange, wird er gebissen und muss zurück zu seinem Startfeld und seinen Erste-Hilfe-Koffer abgeben. Wird er zum zweiten Mal gebissen, stirbt er und das Team verliert das Spiel. Endet der Zug des Nacktmulls auf einem Ausrüstungsgegenstand, darf er diesen aufnehmen. Endet der Zug auf einer Leiter, steigt der Nacktmull auf die nächste Ebene. Endet der Zug auf einer Röhre, fällt der Nacktmull hinab bis zum Ende der Röhre oder aus dem Raumschiff hinaus. Nach dem Nacktmull wird die Schlange gezogen. Endet deren Zug auf einer Leiter, zieht die Schlange ebenfalls auf die nächste Ebene, und endet er auf einer Röhre, fällt auch die Schlange hinab bis zum Ende der Röhre oder aus dem Raumschiff hinaus. Nach dem Zug wird die Karte abgelegt und eine neue gezogen.
Die Spieler müssen gemeinsam versuchen, mit den vier Nacktmullen alle vier Ausrüstungsgegenstände einzusammeln und dann mit allen Figuren in die Rettungskapsel zu kommen, bevor
- ein Nacktmull zwei Mal von einer Schlange gebissen wurde,
- ein Nacktmull durch eine Röhre aus dem Schiff befördert wird,
- eine Schlange in die Rettungskapsel klettert oder
- ein Spieler keine Karte mehr spielen kann und damit die verfügbare Zeit verstrichen ist.

Gelingt ihnen dies, haben sie das Spiel gewonnen.

## Entwicklung und Rezeption

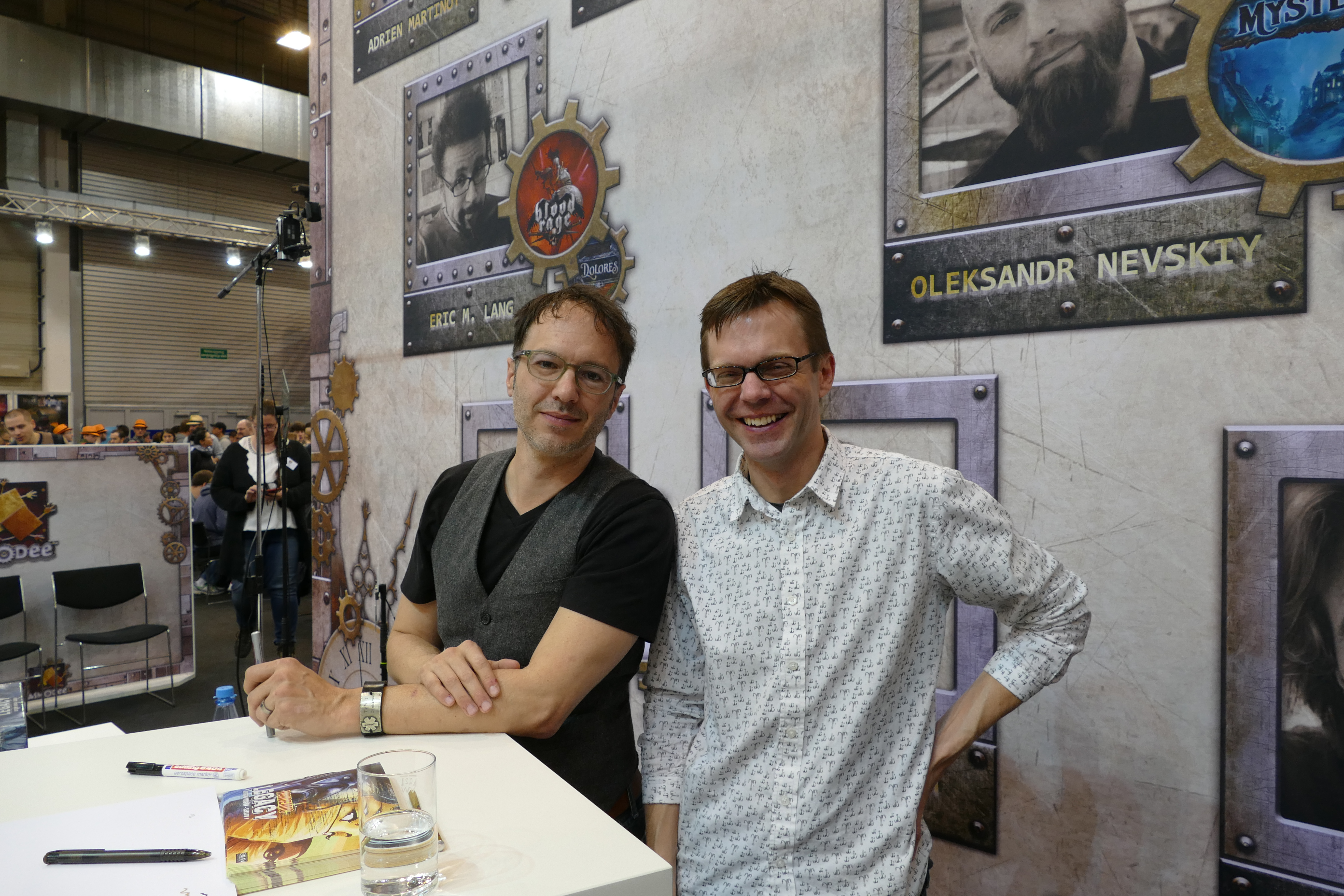
Matt Leacock (rechts) und Rob Daviau bei der Signierstunde am Stand mit ihrem Spiel Pandemic Legacy auf den Internationalen Spieltagen SPIEL 2016 in Essen

Das Spiel Mole Rats in Space wurde von dem kanadischen Spieleautor Matt Leacock entwickelt und 2017 bei dem Verlag bei dem Verlag Peaceable Kingdom auf Englisch veröffentlicht. Im deutschsprachigen Raum wurde es zu den Internationalen Spieltagen 2017 vorgestellt, 2018 erschien es unter dem Namen Space Escape bei dem Verlag Game Factory. Das Spiel selbst basiert auf dem klassischen Brettspiel Schlangen und Leitern und setzt diese Motive entsprechend auch ein. Der Autor ist bekannt für zahlreiche kooperative Spiele, darunter die ausgezeichneten Spiele Pandemie und Die verbotene Insel.

## Belege
1. 1 2 3 4 5  Spieleanleitung Mole Rats in Space
2. 1 2  Versionen von Space Escape / Mole Rats in Space in der Spieledatenbank BoardGameGeek (englisch); abgerufen am 21. November 2017.